# دين وينداس
دين وينداس (بالإنجليزية: Dean Windass)‏ (1 أبريل 1969 بكينغستون أبون هال في المملكة المتحدة - ) هو مدرب كرة قدم ومعلق رياضي ولاعب كرة قدم بريطاني في مركز الهجوم. لعب مع أكسفورد يونايتد وأولدهام أثلتيك وبرادفورد سيتي وشيفيلد وينزداي وشيفيلد يونايتد ونادي أبردين ونادي ميدلزبره وهال سيتي وNorth Ferriby United A.F.C. ‏ وBarton Town F.C. ‏ وScarborough Athletic F.C. ‏ ودارلينجتون إف سى.

## وصلات خارجية
- دين وينداس على موقع قاعدة بيانات كرة القدم.إي يو (الإنجليزية)
- دين وينداس على موقع Soccerbase.com (لاعب) (الإنجليزية)
- دين وينداس على موقع Soccerway.com (الإنجليزية)
- دين وينداس على موقع عالم كرة القدم.نت (الإنجليزية)